# Amschel Mayer Rothschild
Amschel Mayer Rothschild (Francoforte sul Meno, 12 giugno 1773 – Francoforte sul Meno, 6 dicembre 1855) è stato un banchiere ebreo tedesco della dinastia finanziaria Rothschild.

## Biografia
Fu il secondogenito ed il primo figlio maschio di Mayer Amschel Rothschild (1744–1812), il fondatore della dinastia, e Gutlé Schnapper (1753–1849).
Alla morte di Mayer Amschel nel 1812, Amschel Mayer successe come capo della banca di Francoforte sul Meno, mentre i suoi fratelli furono inviati a fondare filiali a Parigi, Londra, Napoli, e Vienna.
Poiché Amschel Mayer morì senza figli, i figli dei suoi fratelli (Anselm, figlio di Salomon, e Mayer Carl e Wilhelm Carl, figli di Carl) assunsero la responsabilità degli affari dal 1855.
Fu nobilitato come Amschel Mayer von Rothschild nel 1817 e diventò un barone nel 1822.
Amschel Mayer Rothschild era vicino ai circoli ebraici ortodossi, e fu chiamato dagli ebrei dell'Europa orientale "il pio Rothschild" ((YI)  der frummer Rothschild).